# ウィリアム・ケリン
ウィリアム・ケリン（英: William "Bill" G. Kaelin Jr.、1957年11月23日 - ）は、アメリカ合衆国の医学者。ハーバード大学医学部およびダナ・ファーバー癌研究所の教授。ニューヨーク市クイーンズ区生まれ。彼の研究室は腫瘍抑制蛋白質を研究している。
彼はその基礎医学研究により、ピーター・ラトクリフ、グレッグ・セメンザとともに、2019年にノーベル生理学・医学賞を、2016年にラスカー賞を受賞した。また2016年に米国臨床腫瘍学会の腫瘍科学賞 (ASCO Science of Oncology Award) を、同年に米国癌研究連合の高松宮妃賞 (AACR Princess Takamatsu Award) を受賞した。

## 経歴
ケリンはデューク大学で数学と化学の学士号を得、そこで医学博士号を得て1982年に卒業した。ジョンズ・ホプキンズ大学で内科医として専門医学実習期間を過ごし、ダナ・ファーバー癌研究所 (DFCI) で腫瘍学の研究員となった。まだ学部学生の頃、自分は研究に向いていないと彼は思っていたが、DFCI のデイヴィッド・リヴィングストンの研究室にいた時に、網膜芽細胞腫の研究で成功を収めることになった。1992年に彼は DFCI で、フォン・ヒッペル・リンドウ病といった癌の遺伝形態を研究していたリヴィングストンの研究室の隣に自分の研究室を持った。彼は2002年にハーバード大学医学大学院の教授になった。
彼は2008年にダナ・ファーバー/ハーバード癌センターで基礎科学の副所長 (Assistant Director) となった。ダナ・ファーバーで彼が研究したのは、癌の進行において癌抑制遺伝子の突然変異が果たす役割だった。彼が主に研究してきているのは、網膜芽細胞腫、フォン・ヒッペル・リンドウ病、p53癌抑制遺伝子である。
彼の研究はアメリカ国立衛生研究所、アメリカがん協会、ドリス・デューク基金、その他の助成を受けている。
彼はイーライリリーの取締役会の一員であり、“がんに立ち上がれ”(Stand Up to Cancer) キャンペーンの科学諮問委員会の一員でもある。
彼は乳癌が専門の外科医カロリン・ケリンと1988年に結婚したが、彼女の癌により2015年に死別した。二人の子がいる。

## 受賞
- NIH Physician-Scientist Award（1990年）[2]
- James S. McDonnell Scholar Award（1993年）
- Paul Marks Prize, Memorial Sloan Kettering Cancer Center（2001年）
- Richard and Hinda Rosenthal Foundation Award, AACR（2006年）
- Doris Duke Distinguished Clinical Investigator Award（2006年）
- Duke University School of Medicine Distinguished Alumni Award（2007年）
- 全米医学アカデミー 特別会員（2007年）
- AICR Colin Thomson Medal（2008年）
- ガードナー国際賞（2010年）[8]
- 米国科学アカデミー 特別会員（2010年）
- Alfred Knudson Award in Cancer Genetics, NCI（2011年）
- Stanley J. Korsmeyer Award（2012年）
- The Scientific Grand Prize of the Lefoulon-Delalande Foundation（2012年）[9]
- ワイリー賞（2014年）
- 米国癌研究連合 特別フェロー（2014年）
- Steven C. Beering Award（2014年）[10]
- 腫瘍科学賞（米国臨床腫瘍学会）(ASCO Science of Oncology Award)（2016年）
- 高松宮妃賞（米国癌研究連合）(AACR Princess Takamatsu Award)（2016年）
- アルバート・ラスカー基礎医学研究賞（2016年）
- マスリー賞（2018年）
- ノーベル生理学・医学賞（2019年）